# Coupe d'Océanie masculine espoirs de hockey sur gazon 2022
Navigation
Gold Coast 2016 2024
La Coupe d'Océanie masculine espoirs de hockey sur gazon 2022 était la cinquième édition de la Coupe d'Océanie espoirs de hockey sur gazon. Le tournoi consistait en trois test matches entre les équipes nationales des moins de 21 ans de l'Australie et de la Nouvelle-Zélande. Il a eu lieu au Canberra National Hockey Centre à Canberra, Australie du 8 au 11 décembre 2022,.
Le tournoi a servi de qualification pour la Coupe du monde des moins de 21 ans 2023 qui se tiendra à Kuala Lumpur, Malaisie. Comme seules deux associations nationales participeront, les deux équipes se qualifieront automatiquement car la OHF reçoit deux places de qualification.

## Critères
En cas d'égalité de points de plusieurs équipes à l'issue des matchs de poule, les critères suivants sont appliqués dans l'ordre indiqué pour établir leur classement:
1. Points de chaque équipe,
2. Matchs gagnés,
3. Différence de buts,
4. Buts pour,
5. Plus grand nombre de points obtenus dans les matchs de poule disputés entre les équipes concernées,
6. Buts marqués en plein jeu.

## Tournoi toutes rondes
| Rang | Équipe           | Pts | J | G | N | P | Bp | Bc | Diff |
| ---- | ---------------- | --- | - | - | - | - | -- | -- | ---- |
| 1    | Australie H T    | 7   | 3 | 2 | 1 | 0 | 13 | 7  | +6   |
| 2    | Nouvelle-Zélande | 1   | 3 | 0 | 1 | 2 | 7  | 13 | -6   |

| 8 décembre 2022  | Australie | 4 - 2 | Nouvelle-Zélande |
| 10 décembre 2022 | Australie | 4 - 4 | Nouvelle-Zélande |
| 11 décembre 2022 | Australie | 5 - 1 | Nouvelle-Zélande |

| Match 1               | Australie                                | 4 - 2   | Nouvelle-Zélande        |                                        |                                        |
| 8 décembre 2022 18h30 | Marais 19e, 44e · Burns 48e · Geddes 55e | (1 - 1) | 10e Aldred · 45e Fraser | Arbitrage : James Unkles Nick Saunders | Arbitrage : James Unkles Nick Saunders |
| 8 décembre 2022 18h30 | Rapport                                  |         |                         | Arbitrage : James Unkles Nick Saunders | Arbitrage : James Unkles Nick Saunders |

| Match 2                | Australie                                        | 4 - 4   | Nouvelle-Zélande                                  |                                        |                                        |
| 10 décembre 2022 13h00 | Brooks 7e · Geddes 34e · Foster 47e · Marais 52e | (1 - 3) | 9e Cosslett · 17e Nicolson · 21e Ward · 56e Lints | Arbitrage : James Unkles Nick Saunders | Arbitrage : James Unkles Nick Saunders |
| 10 décembre 2022 13h00 | Rapport                                          |         |                                                   | Arbitrage : James Unkles Nick Saunders | Arbitrage : James Unkles Nick Saunders |

| Match 3                | Australie                                    | 5 - 1   | Nouvelle-Zélande |                                        |                                        |
| 11 décembre 2022 12h00 | Geddes 4e, 41e, 45e · Burns 16e · Foster 35e | (2 - 0) | 51e Houlbrooke   | Arbitrage : James Unkles Nick Saunders | Arbitrage : James Unkles Nick Saunders |
| 11 décembre 2022 12h00 | Rapport                                      |         |                  | Arbitrage : James Unkles Nick Saunders | Arbitrage : James Unkles Nick Saunders |

## Classement final
| Rang                       | Équipe           | J | V | N | P | BP | BC | Diff | Pts |
| -------------------------- | ---------------- | - | - | - | - | -- | -- | ---- | --- |
| Médaille d'or, Océanie     | Australie H T    | 3 | 2 | 1 | 0 | 13 | 7  | +6   | 7   |
| Médaille d'argent, Océanie | Nouvelle-Zélande | 3 | 0 | 1 | 2 | 7  | 13 | -6   | 1   |

|  | Nation qualifiée pour la Coupe du monde espoirs 2023 |